# Cnemaspis occidentalis
Cnemaspis occidentalis este o specie de șopârle din genul Cnemaspis, familia Gekkonidae, descrisă de Angel 1943. Conform Catalogue of Life specia Cnemaspis occidentalis nu are subspecii cunoscute.